# Cotschen
Cotschen är en bergstopp i Schweiz.   Den ligger i regionen Albula och kantonen Graubünden, i den östra delen av landet, 170 km öster om huvudstaden Bern. Toppen på Cotschen är 2 829 meter över havet, eller 37 meter över den omgivande terrängen. Bredden vid basen är 0,31 km.
Terrängen runt Cotschen är huvudsakligen bergig, men åt sydost är den kuperad. Närmaste större samhälle är St. Moritz, 17,2 km sydost om Cotschen. 
Trakten runt Cotschen består i huvudsak av gräsmarker. Runt Cotschen är det glesbefolkat, med 15 invånare per kvadratkilometer.